# Sevakar
Sevakar ou Sevaqar (en arménien Սևաքար) est une communauté rurale du marz de Syunik en Arménie. En 2008, elle compte 98 habitants.